# 林武

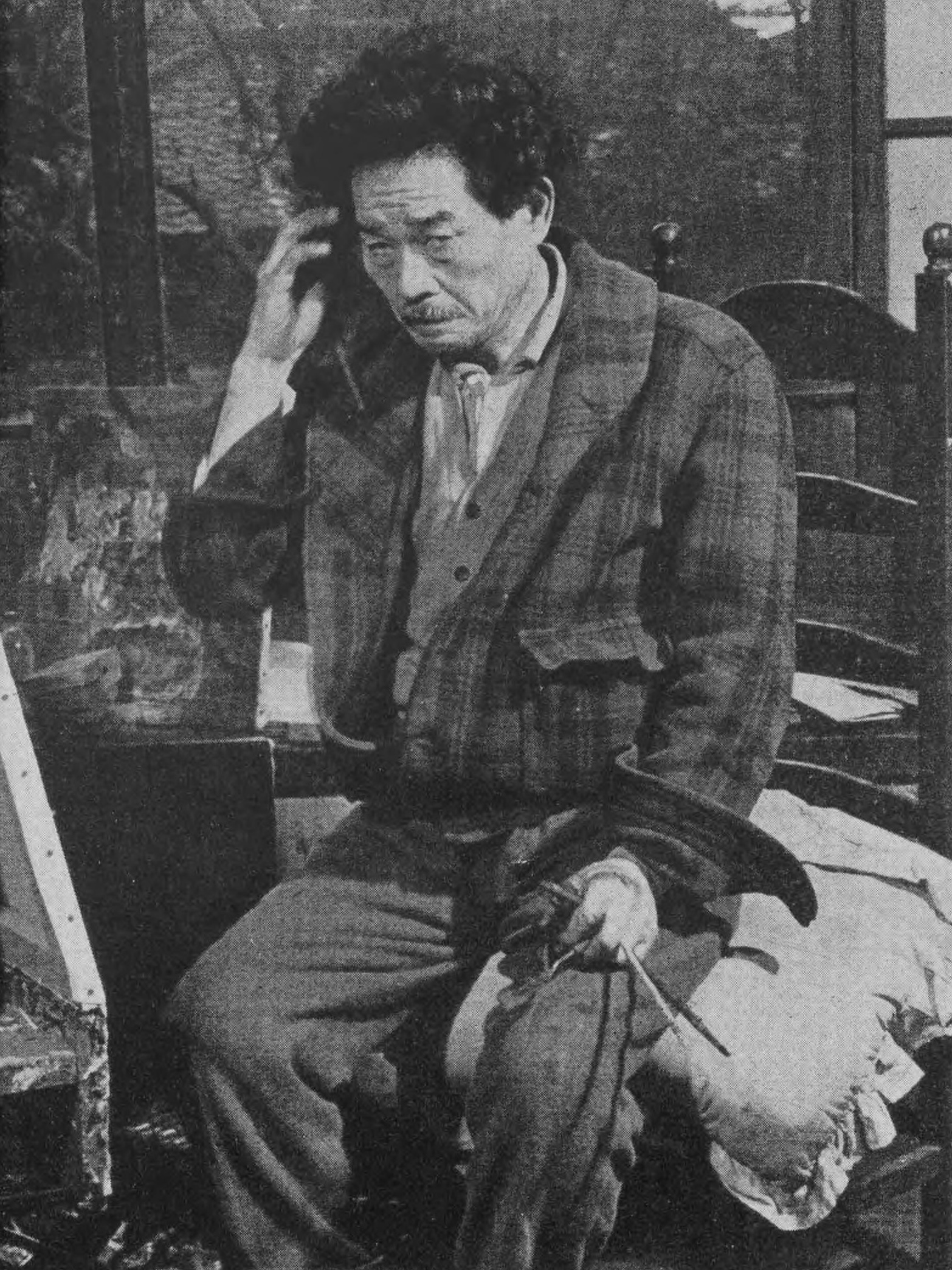
藤本四八撮影

林 武（はやし たけし、1896年〈明治29年〉12月10日 - 1975年〈昭和50年〉6月23日）は、日本の洋画家。本名は武臣（）。
東京都出身。大正末期から画家として活動を始め戦後には原色を多用し絵具を盛り上げた手法で女性や花、風景などを描き人気を得た。晩年には国語問題審議会の会長も務めている。元衆議院議員の林潤は孫。

## 経歴
1896年（明治29年）12月10日、東京市麹町区上二番町十五番地に6人兄弟の末子として生まれる。父・甕臣（）は国語学者、祖父・甕雄（）は歌人、曽祖父・林国雄https://ja.m.wikipedia.org/wiki/%E6%9E%97%E5%9B%BD%E9%9B%84は水戸派の国学者。牛込区余丁町小学校では東郷青児が同級生で、担任の先生だった本間寛に東郷とともに画才を見出される。1910年、早稲田実業学校に入学。学費が払えず、実家が営んでいた牛乳販売店で労働しながら通学するが、体調を崩して中退する。1913年（大正2年）に東京歯科医学校に入学するが、翌年にはやはり中退する。新聞や牛乳を配達したり、ペンキ絵を描いたりして生計を立て画家を志す。1920年（大正9年）に日本美術学校に入学するものの、これも同年末には中退した。
1921年（大正10年）、第9回二科展にて「婦人像」が初入選し、樗牛賞を受ける。この年、渡辺幹子と結婚する。1923年に関東大震災で被災して神戸に移住する。1930年（昭和5年）には二科会を脱退して独立美術協会の創立に参加。1934年3月に渡欧。フランス（パリ）・ベルギー・オランダ・イギリス・ドイツ・スペインを訪れる。ここでの作品は1937年7月、松坂屋での滞欧作展で展示された。1935年には東京に戻り、中野区新井町に居を構える。1944年、持病の胃潰瘍が悪化、静養をかねて西多摩郡網代村に疎開。2年間を過ごす。
戦後の1948年（昭和23年）以降、坂上星女をモデルにした連作を描き始める。1949年（昭和24年）、「梳る女」をはじめとする画業で第1回毎日美術賞を受賞。1952年（昭和27年）、安井曾太郎、梅原龍三郎の後任として東京芸術大学教授に就任。翌年、風景に題材を求めて十和田に滞在し、「十和田湖」の5点の連作を生む。1956年、「伏目の女」で現代日本美術展大衆賞を受ける。1958年、日本橋髙島屋において180点出品の大規模な回顧展を開く。1960年5月に渡仏、「薔薇」「ノートルダム」「エッフェル塔」など23点を制作し、翌年9月、髙島屋において滞欧作展開催。同年には美術出版社よりそれまでの自身の画業を集大成した画集が出版される。
1963年12月、東京芸術大学教授を定年退職し、牛島憲之に教授職を託すとともに、渋谷区に居を移す。1965年、自身の生い立ちと芸術論を述べた初めての著書『美に生きる：私の体験的絵画論』を講談社より出版。1967年1月には第37回朝日賞を受賞し、同年11月には文化勲章を受章。1971年、国語問題協議会会長に就任し、正かなづかいの復権を訴えた著書『国語の建設』を講談社より出版した。
1975年3月29日に慈恵会医科大学付属病院に入院。6月23日、肝臓癌のため79歳で死去。病床で描いた「薔薇」が絶筆となった。贈従三位（没時叙位）。6月28日、野口弥太郎が葬儀委員長を務め青山葬儀所において葬儀が営まれた（独立美術協会葬）。

## 作品履歴
- 1922年（大正11年）- 妻幹子をモデルにした「本を持てる婦人像」を制作。
- 1928年（昭和3年）-「横たわれる女」制作。
- 1930年（昭和5年）- 「裸婦」を制作。
- 1934年（昭和9年）- 「コワヒューズ」を制作。
- 1935年（昭和10年）- 「裸婦」を制作。
- 1938年（昭和13年）-「室戸岬風景」を制作。
- 1940年（昭和15年）- 皇紀2600年奉祝美術展覧会に「肖像」を出品。
- 1942年（昭和17年）-「静物」を制作。
- 1946年（昭和21年）-「うつむき女」を制作。
- 1948年（昭和23年）-「静物」を制作。
- 1949年（昭和24年）-「梳る（くしけずる）女」、「静物（鯖）」を制作。
- 1950年（昭和25年）- 読売新聞主催の現代美術自選代表作十五人展に前々年制作の「静物」を出品。「星女嬢」を制作。
- 1953年（昭和28年）- 連作「十和田湖」5点、「横向き少女」を制作。
- 1954年（昭和29年）-「斜面の顔」「ネッカチーフの少女」を制作。
- 1956年（昭和31年）-「卓上花」「月ヶ瀬」を制作。
- 1957年（昭和32年）-「赤衣の婦人」を制作。
- 1958年（昭和33年）-「熱海風景」を制作。
- 1962年（昭和37年）-「立てる舞妓」など、舞妓をモデルにした連作を描く。
- 1963年（昭和38年）- 週刊誌の表紙のため「少女」を制作。
- 1964年（昭和39年）- 富士山を描き始める。再び妻をモデルにした「三味線」を制作。
- 1965年（昭和40年）- 薔薇の連作を始め、「花」を制作。
- 1966年（昭和41年）-「滝富士」「海」「裸婦」を制作。
- 1967年（昭和42年）-「赤富士」を制作。
- 1968年（昭和43年）- 富士山と並行して、波打ち際の怒涛を題材にした連作を手がける。『週刊朝日』の依頼により銀座の街頭を描く。
- 1969年（昭和44年）-「ばら」「怒涛」「花帽子の女」を制作。
- 1970年（昭和45年）- 富士山の連作「朝霧富士」3点を制作。八百屋お七に扮した女優の菊ひろ子を描く。
- 1972年（昭和47年）- 講談社より刊行予定の画集のため、初めて自画像を描く。
- 1973年（昭和48年）-「少女」を制作。

## 作風
武の絵画には岸田劉生、セザンヌ、モディリアーニ、ピカソ、マティス、ビュフェなどの影響を見てとることができる。
初期の作品は絵具を薄く塗る傾向が強かったが、戦後になってからは絵具を盛り上げて原色を多用するようになった。
サインは「Takeshi・H」もしくは「Take・H」と記すことが多い。
武が戦後に獲得した絢爛豪華な作風は多くのファン層を取りこみ、おりしも1950年代から60年代にかけて起こった投機的絵画ブームにも乗り、一時期は号あたり20万円という高値で取引されるようにもなった。
武が晩年に多く描いた薔薇や富士山の絵画は今もって市場では人気が高いが、一方で武の代表作とみなされる「梳る女」（1949年）や「静物」（1948年）などが描かれた1940年代から50年代にかけての時期が武の黄金期であったとする見方も多い。
制作にのめり込むと3日も徹夜で書き続けることもあり、モデルが立っていられなくなることも度々あった。

## 受賞歴
- 1921年（大正10年）- 第8回二科展 樗牛賞受賞[1]
- 1922年（大正11年）- 第9回二科展 二科賞受賞[1]
- 1949年（昭和24年）- 第1回 毎日美術賞受賞[1]
- 1956年（昭和31年）- 第2回現代美術展 大衆賞[1]
- 1959年（昭和34年）- 第15回 日本芸術院賞[1]
- 1967年（昭和42年）- 第17回 朝日賞（文化賞）[1]

## 栄典
- 1967年（昭和42年）- 文化勲章[1]
- 1975年（昭和50年）- 贈従三位（没時叙位）、銀杯一組（没時受賜）[1]

## 代表的な絵画作品
- 「裸婦」（1930年）- 兵庫県立美術館 収蔵
- 「鰯と人参」（1930年）- 倉吉博物館 収蔵
- 「コワヒューズ」（1935年）- 東京国立近代美術館 収蔵
- 「裸婦」（1935年）- 東京藝術大学大学美術館　 収蔵[4]
- 「梳る女」（1949年）- 大原美術館 収蔵
- 「星女嬢」（1950年）- 宮城県美術館 収蔵
- 「十和田湖」（1953年）- 国立公園協会 収蔵
- 「ノートルダム」（1960年）- 愛知県美術館 収蔵
- 「赤富士」（1967年）- 箱根彫刻の森美術館 収蔵
- 「薔薇」（1971年）- セキ美術館 収蔵

## 画集
- 『林武』美術出版社、1961年
- 『日本の名画48  林武』講談社、1973年
- 『アサヒグラフ別冊  林武 その人と作品』朝日新聞社、1975年
- 『現代日本の美術9  海老原喜之助・林武』集英社、1976年
- 『林武画集』青年社、1988年

## 著書
- 『美に生き：私の体験的絵画論』講談社、1965年
- 『美に生きる：私の体験的絵画論』講談社、1967年（1965年版に林が自選した21点の絵画図版を加え、全文を正かなづかい表記にした特装版）
- 『国語の建設』講談社、1971年